# كاونياينن
كاونياينن بلدة تقع إدارياً ضمن Helsinki sub-region ‏ في فنلندا. ويبلغ عدد سكانها 9,486 نسمة حسب تعداد 31 ديسمبر 2015.

## أعلام
- ماركوس غرونهولم
- بيتر ماير

## وصلات خارجية
- الموقع الرسمي